# 게임 기어 게임 목록
이 목록은 세가가 제조한 게임기어의 게임 목록이다.

## 세가의 게임
- 소닉 더 헤지호그 시리즈
  - 소닉 더 헤지호그 스핀볼
  - 닥터 로보트닉의 민 빈 머신
  - 소닉 더 헤지호그 (8비트 비디오 게임)